# Liste der Baudenkmale in Meine
In der Liste der Baudenkmale in Meine sind die Baudenkmale der niedersächsischen Gemeinde Meine und ihrer Ortsteile aufgelistet. Der Stand der Liste ist der 13. Januar 2023. Die Quelle der Baudenkmale ist der Denkmalatlas Niedersachsen.

## Allgemein
In den Spalten befinden sich folgende Informationen:
- Lage: die Adresse des Baudenkmales und die geographischen Koordinaten. Kartenansicht, um Koordinaten zu setzen. In der Kartenansicht sind Baudenkmale ohne Koordinaten mit einem roten Marker dargestellt und können in der Karte gesetzt werden. Baudenkmale ohne Bild sind mit einem blauen Marker gekennzeichnet, Baudenkmale mit Bild mit einem grünen Marker.
- Bezeichnung: Bezeichnung des Baudenkmales
- Beschreibung: die Beschreibung des Baudenkmales. Unter § 3 Abs. 2 NDSchG werden Einzeldenkmale und unter § 3 Abs. 3 NDSchG Gruppen baulicher Anlagen und deren Bestandteile ausgewiesen.
- ID: die Objekt-ID des Baudenkmales
- Bild: ein Bild des Baudenkmales, ggf. zusätzlich mit einem Link zu weiteren Fotos des Baudenkmals im Medienarchiv Wikimedia Commons. Wenn man auf das Kamerasymbol klickt, können Fotos zu Baudenkmalen aus dieser Liste hochgeladen werden:

## Meine

### Gruppe: Abbesbütteler Straße 8
Die Gruppe hat die ID: 33920139. Offene einheitliche Anlage mit Wohnhaus, Stallgebäude und Scheune.

| Lage                         | Bezeichnung | Beschreibung | ID       | Bild |
| ---------------------------- | ----------- | --- | -------- | ---- |
| 52° 22′ 50″ N, 10° 32′ 40″ O | Wohnhaus    | Zweigeschossiger traufständiger Ziegelbau auf hohem Sandsteinsockel unter Walmdach. Symmetrische Fassadengliederung mit mittigem Zwerchhaus unter Satteldach mit reich verziertem Freigespärre. Zweiflügelige Eingangstür mit Oberlicht, Segmentbogenfenstern und Ziersetzungen an allen Fassaden in gelben Backstein.            | 33931388 | BW   |
| 52° 22′ 49″ N, 10° 32′ 39″ O | Stall       | Traufständiger L-förmiger eingeschossiger Ziegelbau mit Drempel auf Sandsteinsockel unter Satteldach. Hofseitig mittiges Zwerchhaus mit Ladeluke unter Satteldach, Fenster- und Türöffnungen mit Segmentbögen. Dezente Ziersetzungen wie Tropfenfries hofseitig unterhalb der Traufenkante, nördlicher Giebel mit Deutschem Band. | 33931412 | BW   |
| 52° 22′ 48″ N, 10° 32′ 39″ O | Scheune     | Giebelständiger Fachwerkbau auf Sandsteinsockel unter Halbwalmdach. Hofseitig drei Toreinfahrten. | 33931366 | BW   |

### Gruppe: Hauptstraße 1 & 3
Die Gruppe hat die ID: 33920107. Dreiseithofanlage mit Wohnhaus, Stallscheune und Stall sowie im Südosten liegenden Doppelwohnhaus.

| Lage                                      | Bezeichnung    | Beschreibung | ID       | Bild |
| ----------------------------------------- | -------------- | --- | -------- | ---- |
| Hauptstraße 3 52° 22′ 49″ N, 10° 32′ 7″ O | Doppelwohnhaus | Eingeschossiges traufständiges Doppelwohnhaus mit ausgebautem Dachgeschoss, unter einem weit vorkragenden Satteldach, mit breitem mittigen Zwerchhaus unter Walmdach mit Spitzgiebel zur Straßenseite. Fassaden in Fachwerk, verputzt mit Andreaskreuzen, Westfassade aus Tuffstein. | 33931552 | BW   |
| Hauptstraße 1 52° 22′ 51″ N, 10° 32′ 5″ O | Stallscheune   | Eineinhalbgeschossige Stallscheune auf Sandsteinsockel unter Satteldach mit Freigespärre. Süd- und Ostfassade tw. in Fachwerk, restliche Fassaden in Tuffstein mit Eckquarderung. | 33931504 | BW   |
| Hauptstraße 1 52° 22′ 51″ N, 10° 32′ 3″ O | Stall          | Eingeschossiger traufständiger Backsteinbau nördlich an Wohnhaus anschließend mit Segmentbogenfenstern. Südlicher Teil mit Fachwerkdrempel unter Satteldach, nach Norden mit Flachdach.                                                                                              | 33931528 | BW   |
| Hauptstraße 1 52° 22′ 50″ N, 10° 32′ 4″ O | Wohnhaus       | Zweigeschossiger traufständiger Fachwerkbau auf niedrigem Sandsteinsockel unter Satteldach mit Freigespärre. Im Westen und Süden mit Schiefer verkleidet, EG teilweise massiv ersetzt.                                                                                               | 33931482 | BW   |

### Gruppe: Hauptstraße 33
Die Gruppe hat die ID: 33920171. Hofanlage mit Wohn- /Wirtschaftsgebäude und Stall/Speichergebäude, weit von der Hauptstraße zurückliegend.

| Lage                         | Bezeichnung               | Beschreibung | ID       | Bild |
| ---------------------------- | ------------------------- | --- | -------- | ---- |
| 52° 22′ 57″ N, 10° 32′ 38″ O | Stall                     | Eingeschossiges Fachwerkgebäude mit Backsteinausfachung, tw. mit Lehmziegeln, unter Halbwalmdach mit Querdurchfahrten. Im südlichen Gebäudeteil Speicher, OG durch Außentreppe begehbar. | 33931600 | BW   |
| 52° 22′ 57″ N, 10° 32′ 39″ O | Wohn-/ Wirtschaftsgebäude | Vierständerhallenhaus auf niedrigem Sandsteinsockel unter Dreiviertelwalm, mit außermittigen zurückliegenden Längseinfahrt im Süden.                                                     | 33931576 | BW   |

### Gruppe: Hauptstraße 38
Die Gruppe hat die ID: 33920155

| Lage                         | Bezeichnung        | Beschreibung | ID       | Bild |
| ---------------------------- | ------------------ | --- | -------- | ---- |
| 52° 22′ 53″ N, 10° 32′ 38″ O | Scheune            | Eingeschossige traufständige Scheune in Backstein auf Sandsteinsockel unter Satteldach. Hofseitige Quereinfahrt, Fensteröffnungen mit Segmentbögen, Fenster und Hofeinfahrt teilweise zugesetzt. Hofseitig kleines Zwerchhaus mit Ladeluke unter Satteldach, Fassadengliederung mit Zierziegelsetzung. | 33931672 | BW   |
| 52° 22′ 52″ N, 10° 32′ 36″ O | Wohnhaus           | Zweigeschossiger, zur Straße giebelständiger Backsteinbau auf hohem Sandsteinsockel unter Satteldach. Symmetrisch gegliederte Fassaden mit über dem Eingang mittigem Zwerchhaus unter Satteldach, Segmentbogenfenster und Ziegelziersetzungen.                                                         | 33931624 | BW   |
| 52° 22′ 52″ N, 10° 32′ 36″ O | Stall              | Kleines eingeschossiges Gebäude auf Sandsteinsockel unter Satteldach mit hofseitigem Zwerchhaus mit Ladeluke und Segmentbogenfenstern. | 33931696 | BW   |
| 52° 22′ 52″ N, 10° 32′ 37″ O | Scheune            | Eineinhalbgeschossiger Bau aus Backstein unter Satteldach mit Quereinfahrten. Giebeldreiecke mit Ziegelbehang. | 33931648 | BW   |
| 52° 22′ 52″ N, 10° 32′ 38″ O | Wirtschaftsgebäude | Eingeschossiges Backsteingebäude mit Drempel unter Satteldach, Segmentbogenfenster und Zierziegelsetzungen. Im Südwesten mit abgeschrägter Gebäudeecke. Tw. zu Wohnzwecken ausgebaut. | 33931720 | BW   |

### Gruppe: Kirchhof Meine
Die Gruppe hat die ID: 51002652. Im historischen Ortskern südlich Hauptstraße gelegene Kirchenanlage, mit 1854 errichteter Kirche Sankt Stephani, Kirchhof, Gefallenendenkmal sowie Einfriedung.

| Lage                                     | Bezeichnung         | Beschreibung | ID       | Bild           |
| ---------------------------------------- | ------------------- | --- | -------- | -------------- |
| Hauptstraße 52° 22′ 53″ N, 10° 32′ 40″ O | St.-Stephani-Kirche | Rechteckiger Saalbau mit eingezogenem Westturm, Schiff als verputzter Massivbau mit Quaderoptik auf Sandsteinquadersockel, mit hohen Rundbogenfenstern unter nach Osten abgewalmten Dach. Turmunterbau in Bruch- und Werksteinen mit Eckquaderung, oberer Teil in rotem Backstein mit schieferverkleidetem spitzem Turmhelm. | 33931458 | Weitere Bilder |
| Hauptstraße 52° 22′ 54″ N, 10° 32′ 39″ O | Kirchhof            | | 51002790 | BW             |
| Hauptstraße 52° 22′ 53″ N, 10° 32′ 41″ O | Gefallenendenkmal   | | 51002720 | Weitere Bilder |

## Abbesbüttel

### Baudenkmale (Einzeln)
| Lage                                                 | Bezeichnung        | Beschreibung | ID       | Bild |
| ---------------------------------------------------- | ------------------ | --- | -------- | ---- |
| Abbesbütteler Straße 16 52° 22′ 24″ N, 10° 32′ 54″ O | Holländerwindmühle | Erdholländer über achteckigem Grundriss, EG in Ziegelmauerwerk, die oberen Geschosse in Fachwerk mit Pfannenbehang. Haube und Flügel vorhanden.                                                                             | 33931434 |      |
| Im Unterdorf 2 52° 21′ 45″ N, 10° 33′ 45″ O          | Wohnhaus           | Zweigeschossiger Ziegelbau auf hohem Sockel unter Satteldach, mit Putzdekor, Galgenfenstern sowie Ziegelziersetzungen an den symmetrisch gestalteten Fassaden. Zurückliegende zweiflügelige Hauseingangstür mit Oberlicht.  | 33931098 | BW   |
| Meinholz 2 52° 21′ 2″ N, 10° 32′ 10″ O               | Zollhaus           | Eingeschossiger traufständiger verputzter Massivbau auf verputztem Backsteinsockel unter Halbwalmdach mit Gauben. Symmetrisch gegliederte Fassade hohen Sprossenfenstern. An Ostfassade vertieft liegender Eingangsbereich. | 33931744 |      |

## Bechtsbüttel
In Bechtsbüttel sind keine Baudenkmale verzeichnet.

## Grassel

### Baudenkmale (Einzeln)
| Lage                                              | Bezeichnung              | Beschreibung | ID       | Bild           |
| ------------------------------------------------- | ------------------------ | --- | -------- | -------------- |
| Bevenroder Straße 2 52° 21′ 28″ N, 10° 35′ 14″ O  | Wohnhaus                 | Eineinhalbgeschossiger traufständiger Fachwerkbau mit verputzter Ziegelausfachung, auf niedrigem Sockel unter Satteldach. Zwerchhaus über leicht zurückliegenden Dieleneingang, Nord- und Westfassade massiv ersetzt. | 33931172 | BW             |
| Brunnenstraße 52° 21′ 34″ N, 10° 35′ 21″ O        | Kirche Sankt Vincenz     | Dreijochiger Saalbau unter Satteldach mit mittelalterlichen Westturm, niedrigeren fünfseitigen Chor im Osten mit seitlichen Choranbauten unter abgewalmten Satteldächern. Am Langhaus Strebepfeiler mit dazwischenliegenden breiten Spitzbogennischen mit gekuppelten Spitzbogenfenstern und Rosette. An Chor und Anbauten Strebepfeiler und Spitzbogenfenster. Im Inneren Kreuzrippengewölbe in Schiff und Chor dazwischen bemalter Triumphbogen. | 33931196 | Weitere Bilder |
| Essenroder Straße 10 52° 21′ 31″ N, 10° 35′ 39″ O | Wohn-/Wirtschaftsgebäude | Zweigeschossiges traufständiges fachwerksichtiges Querdielenhaus mit Ziegelausfachung auf verputztem Backsteinsockel unter Halbwalmdach. Zweiflügelige zeittypische Hauseingangstür mit Oberlicht und flankierenden Fenstern. | 33931246 | BW             |

## Gravenhorst

### Baudenkmale (Einzeln)
| Lage                                         | Bezeichnung | Beschreibung | ID       | Bild |
| -------------------------------------------- | ----------- | --- | -------- | ---- |
| Helmsheideweg 2 52° 24′ 32″ N, 10° 33′ 50″ O | Wohnhaus    | Auf unregelmäßigem Grundriss freistehender zweigeschossiger verputzter Massivbau mit Zierfachwerk in oberen Geschossen, auf hohem Sockel unter Walmdach mit Fußwalm bzw. Satteldach. Rechteckfenster mit kleingliedrig geteilten Oberlichtern, straßenseitig großes Halbrundfenster mit Buntglas und Jugendstilelementen mit Motiven aus der Landwirtschaft. | 33931270 | BW   |

## Ohnhorst

### Baudenkmale (Einzeln)
| Lage                                  | Bezeichnung | Beschreibung | ID       | Bild |
| ------------------------------------- | ----------- | ------------ | -------- | ---- |
| Bergweg 3 52° 24′ 14″ N, 10° 34′ 2″ O | Wohnhaus    |              | 33931793 | BW   |

## Wedelheine

### Gruppe: Alte Dorfstraße 34
Die Gruppe hat die ID: 33920091. Ehemals U-förmige Anlage mit Wohn-/ Wirtschaftsgebäude und Scheune, mit Hofpflaster, Kastanienbäumen und einer straßenseitigen Einfriedung.

| Lage                                            | Bezeichnung               | Beschreibung | ID       | Bild |
| ----------------------------------------------- | ------------------------- | --- | -------- | ---- |
| Alte Dorfstraße 34 52° 23′ 13″ N, 10° 35′ 23″ O | Scheune                   | Eingeschossiger giebelständiger Fachwerkbau auf niedrigem Sandsteinsockel unter Halbwalmdach mit Ziegeldeckung. Aussermittige Querdiele und Querdurchfahrt. Südlicher hofseitiger Scheunenteil massiv mit Fachwerkdrempel. | 33931819 | BW   |
| Alte Dorfstraße 34 52° 23′ 12″ N, 10° 35′ 22″ O | Wohn-/ Wirtschaftsgebäude | | 33931865 | BW   |

### Baudenkmale (Einzeln)
| Lage                                            | Bezeichnung               | Beschreibung | ID       | Bild |
| ----------------------------------------------- | ------------------------- | --- | -------- | ---- |
| Alte Dorfstraße 24 52° 23′ 12″ N, 10° 35′ 12″ O | Wohnhaus                  | Zweigeschossiger traufständiger Fachwerkbau auf hohen verputzten Ziegelsockel unter Satteldach. Symmetrische Fassadengliederung mit annähernd mittiger zweiflügeliger Eingangstür mit Oberlicht. Westfassade unter Ziegelbehang, Gefache verputzt, Ostgiebel ziegelsichtig. | 33931841 | BW   |
| Hoftwete 1 52° 23′ 11″ N, 10° 35′ 19″ O         | Wohn-/ Wirtschaftsgebäude | Vierständerhallenhaus unter Halbwalmdach, mit zweigeschossigem Wohnteil in Stockwerksbauweise und eingeschossigem Wirtschaftsteil und mittiger Längseinfahrt mit an beiden Traufseiten leicht vorspringenden Kübbungen. Westgiebel mit Ziegelbehang.                        | 33931911 | BW   |

## Wedesbüttel

### Gruppe: GutsanlageMartinsbüttel
Die G>Gruppe hat die ID: 33920074. Herrenhaus aus 1864 mit umgebender Parkanlage mit altem Baumbestand.

| Lage                                             | Bezeichnung | Beschreibung | ID       | Bild |
| ------------------------------------------------ | ----------- | --- | -------- | ---- |
| Gut Martinsbüttel 1 52° 24′ 10″ N, 10° 36′ 22″ O | Herrenhaus  | Breitgelagerter kubischer zweigeschossiger Massivbau aus Sandstein unter Walmdach. Im Westen vorgelagertes Eingangsportal mit Rundbögen, im Osten eingeschossiger Anbau mit großen Rechteckfenstern zwischen Pilastern. Gartenseitig übergiebelter Mittelrisalit als Staffelgiebel. Symmetrisch gegliederte Fassade mit umlaufendem Gurt- und Kranzgesims, Rechteckfenstern, in Beletage mit profilierter waagerechter Überdachung. Im Inneren Großteil der originalen Ausstattung erhalten. | 33931295 | BW   |
| Gut Martinsbüttel 1 52° 24′ 7″ N, 10° 36′ 19″ O  | Park        | | 51184507 | BW   |

### Baudenkmale (Einzeln)
| Lage                                        | Bezeichnung             | Beschreibung | ID       | Bild |
| ------------------------------------------- | ----------------------- | --- | -------- | ---- |
| Burgweg 6a 52° 22′ 59″ N, 10° 35′ 18″ O     | Tagelöhnerhaus          | Eingeschossiges Fachwerkhaus auf Backsteinsockel unter Halbwalmdach, mit Ziegelausfachung. | 33931935 | BW   |
| Burgweg 6 52° 23′ 0″ N, 10° 35′ 19″ O       | Wohnhaus                | Zweigeschossiger freistehender Fachwerkbau mit Backsteinausfachungen in Mustern und mit Fußbändern. Pfannenbedeckte Westseite, steiler Walm mit Luke unter Satteldach. Vor Ostgiebel schmaler Erker. OG kragt auf Nord- und in Teilen der Südseite stark hervor, leicht profilierte Füllhölzer zwischen den Balkenköpfen.        | 33932009 | BW   |
| Eichenstraße 52° 23′ 0″ N, 10° 35′ 23″ O    | Gutskapelle Wedesbüttel | Kleiner Saalbau mit schwach eingezogenem Chor aus Bruchsteinmauerwerk mit unregelmäßiger Eckquaderung unter steilen Satteldach, welches über Chor im Osten abgewalmt. Im Westen sechseckiger schieferverkleideter Dachreiter mit geschweifter Haube. Fenster- und Türöffnungen mit Spitzbögen in Südfassade.                     | 33931960 | BW   |
| Eichenstraße 20 52° 23′ 0″ N, 10° 35′ 24″ O | Wasserturm              | Sechs- bis siebengeschossiger Bau aus rotem Backstein über quadratischem Grundriss mit Pfeilervorlagen als strebenartig verstärkende Gebäudeecken. Kopfaufbau für Wasserbehälter ohne Eckverstärkung. Befensterungen mit wenigen hochrechteckigen Öffnungen, im oberen Abschluss im Stile eines Triforiums in doppelter Reihung. | 33931984 | BW   |